# Heliacus canariensis
Heliacus canariensis is een slakkensoort uit de familie van de Architectonicidae. De wetenschappelijke naam van de soort is voor het eerst geldig gepubliceerd in 1982 door Nordsieck.